# Teorema Cayley-Hamilton
În algebra liniară, teorema Cayley-Hamilton (numită astfel după numele matematicienilor Arthur Cayley și William Hamilton) susține că orice matrice pătratică pe un inel comutativ își satisface ecuația caracteristică:
{\displaystyle det(A-\lambda I)=0.\!}
unde A este o matrice pătratică de ordinul n:
{\displaystyle A={\begin{pmatrix}a_{11}&a_{12}&\cdots &a_{1n}\\a_{21}&a_{22}&\cdots &a_{2n}\\\cdots &\cdots &\cdots &\cdots \\a_{n1}&a_{n2}&\cdots &a_{nn}\end{pmatrix}}\!}
iar {\displaystyle I_{n}\!} matricea unitate:
{\displaystyle I_{n}={\begin{pmatrix}1&0&\cdots &0\\0&1&\cdots &0\\\cdots &\cdots &\cdots &\cdots \\0&0&\cdots &1\end{pmatrix}}.\!}

## Caz particular
Pentru {\displaystyle n=2.}
{\displaystyle A={\begin{pmatrix}a&b\\c&d\end{pmatrix}}\Rightarrow \;det\;A={\begin{vmatrix}a&b\\c&d\end{vmatrix}}=ad-bc.}
{\displaystyle A-\lambda I={\begin{pmatrix}a&b\\c&d\end{pmatrix}}-\lambda {\begin{pmatrix}1&0\\0&1\end{pmatrix}}={\begin{pmatrix}a-\lambda &b\\c&d-\lambda \end{pmatrix}}.}
{\displaystyle det\;A-\lambda I=0\;\Leftrightarrow \;{\begin{pmatrix}a-\lambda &b\\c&d-\lambda \end{pmatrix}}=0\;\Leftrightarrow \;(a-\lambda )(d-\lambda )-bc=0\Rightarrow }
{\displaystyle \Rightarrow \;ad-(a+d)\lambda +\lambda ^{2}-bc=0\Rightarrow }
{\displaystyle \Rightarrow \;\lambda ^{2}-(a+d)\lambda +ad-bc=0} (polinom caracteristic)
Așadar: {\displaystyle A^{2}-Tr(A)*A+det\ A*I_{2}=O_{2}}; unde:
- {\displaystyle Tr(A)} este urma matricei A = suma elementelor de pe diagonala principală,
- {\displaystyle det\ A} este determinantul matricei A,
- {\displaystyle I_{2}} este matricea unitate, cu 1 pe diagonala principală și 0 in rest
- {\displaystyle O_{2}} este matricea nulă, formata doar din 0.

Formula de mai sus este aplicabila doar la matricele din M2, doua linii și două coloane, poate ajuta la găsirea unei reguli in înmulțirea matricelor.

## Generalizare
{\displaystyle A^{n}-(Tr\;A)\cdot A^{n-1}+...+(det\;A)\cdot I_{n}=O_{n}.\!}